# Брадли (округ, Арканзас)
Бра́дли (англ. Bradley County) — округ, расположенный в штате Арканзас, США с населением в 12 600 человек по статистическим данным переписи 2000 года. Столица округа находится в городе Уоррен.
Округ был образован 18 декабря 1840 года и получил своё название в честь героя войны 1812 года капитана Хью Брэдли.
В округе действует запрет на оборот алкогольной продукции, поэтому округ Брадли входит в список так называемых «сухих» округов Соединённых Штатов.

## География
По данным Бюро переписи населения США округ Брадли имеет общую площадь в 1694 квадратных километра, из которых 1686 кв. километров занимает земля и 10 кв. километров — вода. Площадь водных ресурсов округа составляет 0,57 % от всей его площади.

### Соседние округа
- Кливленд — север
- Дру — восток
- Ашли — юго-восток
- Юнион — юго-запад
- Калхун — запад

## Демография
По данным переписи населения 2000 года в округе проживало 12 600 человек, 9 346 семей, насчитывалось 13 103 домашних хозяйства и 7 002 жилых дома. Средняя плотность населения составляла 7 человек на один квадратный километр. Расовый состав округа по данным переписи распределился следующим образом: 53,36 % белых, 39,63 % чёрных или афроамериканцев, 0,24 % коренных американцев, 0,06 % азиатов, 0,01 % выходцев с тихоокеанских островов, 0,75 % смешанных рас, 4,91 % — других народностей. Испано- и латиноамериканцы составили 4,25 % от всех жителей округа.
Из 6 421 домашних хозяйств в 29,50 % — воспитывали детей в возрасте до 18 лет, 52,20 % представляли собой совместно проживающие супружеские пары, в 14,50 % семей женщины проживали без мужей, 29,90 % не имели семей. 27,60 % от общего числа семей на момент переписи жили самостоятельно, при этом 13,90 % составили одинокие пожилые люди в возрасте 65 лет и старше. Средний размер домашнего хозяйства составил 2,45 человека, а средний размер семьи — 2,96 человека.
Население округа по возрастному диапазону по данным переписи 2000 года распределилось следующим образом: 23,60 % — жители младше 18 лет, 9,70 % — между 18 и 24 годами, 26,50 % — от 25 до 44 лет, 22,80 % — от 45 до 64 лет и 17,50 % — в возрасте 65 лет и старше. Средний возраст жителей округа составил 38 лет. На каждые 100 женщин в округе приходилось 97,70 мужчины, при этом на каждых сто женщин 18 лет и старше приходилось 95,80 мужчины также старше 18 лет.
Средний доход на одно домашнее хозяйство в округе составил 38 936 долларов США, а средний доход на одну семью в округе — 47 094 доллара. При этом мужчины имели средний доход в 32 779 долларов США в год против 27 167 долларов США среднегодового дохода у женщин. Доход на душу населения в округе составил 42 346 долларов США в год. 20,60 % от всего числа семей в округе и 26,30 % от всей численности населения находилось на момент переписи населения за чертой бедности, при этом 33,10 % из них были моложе 18 лет и 20,80 % — в возрасте 65 лет и старше.

## Главные автодороги
- US 278
- US 63
- AR 8
- AR 160

## Населённые пункты
- Бэнкс
- Вик
- Джерси
- Джонсвилл
- Инголс
- Моро-Бей
- Самптер
- Уоррен
- Хило
- Эрмитидж